# Покръстване на България
Покръстването на България е процес на приемане и утвърждаване на християнството като официална държавна религия в България, който започва през 864 г. 

## Причини
Още със създаването на българската държава през 681 г. в нея живеят както основните племенни съюзи – славяни и прабългари, така и други племена с различни религиозни традиции. Основната пречка да се слеят всички тези народи в един са съществуващите между тях езикови, етнически, културно-религиозни и битови различия. Такова сливане би станало възможно само при наличието на единна религия, която да наложи общи културни норми и ценностна система. Освен това в страната живеят и заварени византийци-християни. Техният брой непрекъснато се увеличава със завладяването на нови територии от Византия, които също така включват в себе си християнизирани славяни. Тази разнородна етнорелигиозна маса създава проблеми в обществото.
Към средата на IX век България е могъща държава, но ѝ липсва равнопоставеност по отношение на другите европейски държави, тоест се излага на международна и културна изолация. Тя е считана за варварска държава и страна на езичници. Нуждата от приобщаване към процеса на развитие на европейската духовна и материална култура, изградени върху християнството, налагат приемането на новата вяра. Борис I получава предложения да приеме католицизма или православието, но се спира на второто, тъй като осъзнава неговите предимства. Преди Покръстването князът (тогава хан) воюва неуспешно със своите съседи – франки, сърби и византийци. Това още повече го убеждава да приеме християнството. 
Друга важна причина е т. нар. „Дълбок мир“, сключен през 863 г. в Константинопол поради загубата на България в битката между Византия и България. С този договор България приема християнството от православния Константинопол, а не от католическия Рим. Княз Борис е покръстен през 864 г., приемайки името Михаил.

## Покръстване на българите
През 862 г. Великоморавия се възползва от вътрешните междуособици в Източнофранското кралство и постига значителни успехи във войната с тях. Тя укрепва позициите си в земите по средното течение на Дунав, което застрашава българските интереси там. По тези причини през същата година се изгражда военен съюз между Лудвиг II Немски и хан Борис I срещу великоморавския княз Ростислав. Освен това българският владетел се задължава да приеме християнството от Римската църква. През 863 г. немският крал, подпомогнат от българите от изток, навлиза във Великоморавия. При това положение княз Ростислав е принуден да търси помощ от Византия. Тя решава да подпомогне съюзника си и се възползва от неблагоприятни за България обстоятелства. През август 863 г. на Балканите и в българските земи започва силен земетръс, продължил 40 дни. Освен това годината е неплодородна и българското население страда от природни бедствия, болести и глад. В началото на септември Византия успява да отстрани временно арабската заплаха и цялата армия, по суша и море, се отправя на поход към България. Заети на северозапад, българските войски не могат да окажат отпор.
Още през есента на същата година започват преговори и е сключен т. нар. „Дълбок мир“ между България и Византия. Българският владетел е задължен да разтрогне съюза с немския крал срещу Великоморавия и да се покръсти с целия си народ. В замяна българите получават областта Загора без Месемврия, Анхиало и Девелт.
Пратениците на княз Борис I, които отиват в Константинопол, за да сключат мирния договор, са покръстени непосредствено след полагането на клетвените обещания. Заедно с тях в България идва внушителна мисия от византийски духовници, начело с епископ, които масово започват да покръстват народа.
Българският владетел по известни верски и вътрешнополитически съображения приема тайно християнството в началото на 864 г. и приема името на кръстника си – византийския император Михаил III. Заедно с владетеля са покръстени и много знатни български родове.
По време на покръстването в България се разпалват религиозни страсти. Улеснява се достъпът на други религии и ереси. Наред с византийските духовници идват и други лица, които безразборно покръстват населението. Поради настъпилия хаос по-късно княз Борис I известява папа Николай I, че в България има християни от разни места, които своеволно разправят много и различни неща. Дори се появяват и арабски проповедници, които предлагат на владетеля да разпространяват исляма. През този период прониква и Павликянството.
Покръстването е последвано от подпомагане на започналата християнизация от страна на Византия, като особено значение има Посланието на патриарх Фотий до княз Борис от 864 – 865 г. Удивителен е стремежът на патриарх Фотий да разкрие пред българския владетел идейните корени на християнството и неговата философска същност. Патриархът дава на българския княз уроци как да ръководи държавата и да се отнася към поданиците си. Фотиевото послание е своеобразен наръчник, който трябвало да служи на княз Борис I в бъдещата му дейност.
През 866 г. боилите, недоволни от политиката на християнизация провеждана от княза, се вдигат на бунт. Те обвиняват владетеля, че „отстъпва от бащината си вяра и чест“ и им е „дал лош закон". Бунтовниците се насочват към столицата Плиска, където са посрещнати и разбити от останалите верни на княза боили. При потушаването на бунта със смърт са наказани петдесет и двама от най-видните бунтовници, заедно целия си род (семейство). Според текст от „Бертинските летописи“ със смърт са наказани само петдесет и двама от бунтовниците.
Потушаването на бунта от княз Борис е отразено в няколко исторически извора. Информация се черпи от „Отговори на папа Николай I по допитванията на българите", „Бертинските летописи" и „Теофан Продължител“. При отговор на един от българските въпроси папата пише: „...и как вие, подготвени срещу тях със съдействието на божията сила, сте ги надвили от мало до голямо и заловили със собствените си ръце, и как всичките им първенци и по-знатни хора с целия им род били избити с меч, а не толкова знатните и по-малко видните не претърпели никакво зло...". В третата част от Бертинските летописи, архиепископ Хинкмар от Реймс, съвременник на събитието, пише: „...Обаче царят наказал със смърт [само] петдесет и двама от болярите, които най-много бунтували народа против него, а на останалия народ позволил да си отиде навредим...". В писания през X век „Продължител на Теофан" се открива текста: „...Когато станало известно, че се покръстил, той се намерил пред въстанието на целия свой народ. Като носел на гърдите си изображението на божия кръст, той с помощта на малко хора ги победил, а останалите направил християни не вече тайно, но напълно явно и с тяхно желание...".